# Mario Véner
Mario Fabián Véner Igaña (Tandil, 27 de mayo de 1964) es un exfutbolista argentino nacionalizado chileno, que jugó en Chile gran parte de su carrera futbolística. 
Como futbolista, destacaba por su habilidad, velocidad y potencia para arrancar por la banda derecha (gustaba vestir la camiseta número 7), y por su ambición de goleador. 

## Biografía
Nació en Tandil, provincia de Buenos Aires. Jugó de delantero y su equipo natal fue el Club Gimnasia y Esgrima de Tandil. Luego pasó por Club Ferrocarril Sud, Loma Negra (Baker) y El Fortín de su país natal, para en 1989 pasar al Noci italiano. No logró conseguir los papeles para mantenerse en Europa, por lo que regresó a Defensores de Cambaceres argentino.
Roberot Zapata, entrenador que trabajaba en Estudiantes de La Plata, recomendó su nombre a Hugo Pedraza, quien buscaba un delantero para su equipo, Deportes Linares de la Primera B de Chile. El ofrecimiento fue aceptado por el delantero. En el equipo albirrojo tuvo una destacada campaña, marcando 21 goles. terminada la temporada, y sin recibir ofertas, regresó a Tandil, hasta que recibió una oferta de Deportes Puerto Montt de la misma divisional, en donde formó una dupla con Bernardo Barría, aportando al cuarto lugar del equipo dirigido por Francisco Valdés en la liguilla del ascenso de la Primera B de 1991, clasificando a la Liguilla de Promoción de dicha temporada, no logrando ascender a la primera división.
Para la temporada 1992, fue contratado por Deportes Antofagasta, pegando el salto a la Primera división. Dos temporadas le alcanzaron para regresar a Europa, donde en diciembre de 1993 firmó por el Cádiz CF español. Tras sólo 5 partidos, regresó a Chile para defender en 1994 a Deportes Temuco. Luego, para la temporada siguiente jugó para Regional Atacama,, en donde estuvo gran parte del año con los sueldos impagos y sin un lugar fijo para entrenar, salvándose del descenso en la Liguilla de Promoción.
En 1996 firma con Santiago Wanderers en donde resultó goleador del Campeonato Nacional 1996 con 30 goles. En este equipo hizo un tridente notable junto a Claudio Núñez y Gerardo Reinoso. De estos 30 goles, uno de los más recordados fue el marcado a Universidad de Chile en el Estadio Nacional, mientras se desataba una intensa lluvia en la capital. Su gol fue el 2 a 1 con el que Wanderers obtendría un triunfo histórico frente al equipo universitario. En el equipo porteño estuvo por 2 temporadas.
Sus últimos equipos en la Primera división chilena fueron Deportes Iquique (1998), Huachipato (1999) y Deportes Concepción, donde se retiró a fines de la temporada 2000.
Fue ayudante técnico en Deportes Antofagasta durante muchas temporadas hasta el 29 de abril de 2014. 

## Clubes

### Como futbolista
| Club                        | País      | Año       |
| --------------------------- | --------- | --------- |
| Gimnasia y Esgrima (Tandil) | Argentina | 1987      |
| Club Ferrocarril Sud        | Argentina | 1988      |
| Loma Negra (Baker)          | Argentina | 1989      |
| El Fortín                   | Argentina | 1989      |
| Noci                        | Italia    | 1989      |
| Defensores de Cambaceres    | Argentina | 1990      |
| Deportes Linares            | Chile     | 1990      |
| Deportes Puerto Montt       | Chile     | 1991      |
| Deportes Antofagasta        | Chile     | 1992-1993 |
| Cádiz CF                    | España    | 1993-1994 |
| Deportes Temuco             | Chile     | 1994      |
| Regional Atacama            | Chile     | 1995      |
| Santiago Wanderers          | Chile     | 1996-1997 |
| Deportes Iquique            | Chile     | 1998      |
| Huachipato                  | Chile     | 1999      |
| Deportes Concepción         | Chile     | 2000      |

### Como entrenador
| Club                 | País  | Año  |
| -------------------- | ----- | ---- |
| Deportes Antofagasta | Chile | 2008 |

## Distinciones individuales
| Distinción                                                 | Año  |
| ---------------------------------------------------------- | ---- |
| Máximo Goleador de la Primera División de Chile (30 goles) | 1996 |